# Alexandre Péclier
Alexandre Péclier (Villefranche-sur-Saône, 26 de enero de 1975) es un exjugador francés de rugby que se desempeñaba como fullback y ocasionalmente como apertura.

## Carrera
Debutó en la primera del Club Athlétique Brive-Corrèze con 18 años y en 1993, jugó dos temporadas cuando llegó a Europa el rugby profesional.
En 1995 fue contratado como refuerzo por el Club Sportif Bourgoin-Jallieu para afrontar la primera temporada profesional y se quedó durante once años. Fue uno de los líderes del equipo que se consagró campeón de la Copa Desafío Europeo 1996–97 con Péclier como máximo anotador con 113 puntos. En la liga no alcanzó grandes resultados, debido a la economía del club, pero logró ser el máximo anotador del Top 16 2004–05 con ? puntos.
En 2006 se marchó al ASM Clermont Auvergne por una temporada, tras esto fue un jugador de refuerzo para dos clubes recién ascendidos. Pero regresó a su equipo CS Bourgoin-Jallieu en 2011 y se retiró luego de dos temporadas, a los 38 años.

## Selección nacional
Fue convocado a Les Bleus por única vez, en agosto de 2004 para participar de la Gira por América del Norte. Péclier jugó ambos partidos; contra las Águilas y los Canucks, como apertura debido a que su puesto recaía en la joven estrella Clément Poitrenaud y fue el pateador.
Su escasa participación en su seleccionado se debe a que compitió en su puesto con Nicolas Brusque, Xavier Garbajosa, Ugo Mola, Clément Poitrenaud y Damien Traille. En total jugó 2 partidos y marcó 33 puntos.

## Palmarés
- Campeón de la Copa Desafío Europeo de Rugby de 1996–97 y 2006–07.